# تیلیم خان
حکیم تیلیم‌خان (زاده ۱۱۳۶ خورشیدی - درگذشته ۱۲۰۹ خورشیدی) از شعرای ترک‌ ساوه است. تیلیم خان میان ترک‌های ساوه، همدان، قزوین و آذربایجان نامی شناخته شده‌ است.
تئلیم خان در سال ۱۱۲۰ شمسی در  روستای مراغه از توابع ساوه بخش نوبران منطقه تاریخی قاراقان به دنیا آمده است.
او حکیم و عارف شاعر بود. اشعار تیلیم خان اشعار عارفانه و عاشقانه است که میان مردم منطقه تاریخی قاراقان سینه به سینه نقل می‌شود. دیوان‌ها و کتب نوشته‌شده توسط تئلیم خان در طول تاریخ متاسفانه از بین رفته است. 
مرحوم دکتر علی کمالی از ترک‌های ساوه حدود ده هزار بیت از اشعار تیلیم خان را جمع آوری و عمر خود را وقف این کار کرده است و به صورت دیوان درآورده است. امروز کتاب‌های بسیاری از اشعار تیلیم خان با استناد به این دیوان چاپ شده است. 
اشعار عارفانه این حکیم بزرگ پندهای طلایی زندگی است که مردم قاراقان از کودکی این اشعار را از والدین خود فرا می‌گیرند.
همچنین داستان عاشقانه اش با مهری خانم عشق شکست خورده‌اش که تا آخرین نفس او را دوست می داشته است، از داستان‌های فاخر عاشقانه ترکی است.
```
اعتقاد بر این است که او عاشق حقیقت است زیرا او اشعار زیبای بسیاری را سروده و در عشق کامل بود. همچنین داستان‌های حماسی  و اسطوره های ترکی از دیگر اشعار این حکیم بزرگ هستند.
```

اشعار تیلیم خان بیشتر داستان‌ها و اشعار نوازنده ها سنتی عاشیق ترک‌های ساوه، قزوین، همدان و منطقه قاراقان است.
{{نمونه ای چند از اشعار و پندهای حکیم تیلیم خان:
اؤلکه‌میز ایراقدیر شهریمیز ساوا
مزلقان چاییندان گؤتؤردؤم هاوا
آشیقلار دردینه اِئیلرم داوا
من طبیبم هندوستاندان گلیرم
بیلن‌لر بیلسینلر من تیلیم خانام
بیلمیین‌لر بیلسین، گؤوهرم، کانام
مرغئی ساکینی، اصلی تؤرکمانام
گزه‌گزه من بو جیهاندان گلیرم

هر مصلحت اولسا ائلینن گرک
مثلدیر بو، بیر گؤلوینن یاز اولماز